# Estadio Carlos Vega
El Estadio Carlos Vega es un estadio multiusos. Está ubicado en la ciudad de El Chaco, provincia de Napo. Fue inaugurado en el año 2006. Es usado para la práctica del fútbol, Tiene capacidad para 3500 espectadores.
Desempeña un importante papel en el fútbol local, ya que los clubes chaquenses como el Club Deportivo New Star hacen o hacían de local en este escenario deportivo, que participan en el Campeonato Provincial de Segunda Categoría de Napo.
El estadio es sede de distintos eventos deportivos a nivel local, ya que también es usado para los campeonatos escolares de fútbol que se desarrollan en la ciudad en las distintas categorías, también puede ser usado para eventos culturales, artísticos, musicales de la localidad.
El estadio tiene instalaciones camerinos para árbitros, equipos local y visitante, zona de calentamiento, cabinas de prensa, sala de prensa, y muchas más comodidades para los aficionados.